# Одра (місячник)
Одра (пол. Odra) — щомісячний польський громадсько-культурний журнал, який виходить з 1961 року в Нижній Сілезії. Журнал видавався до кінця березня 2010 року Національною бібліотекою, а з квітня 2010 року — Інститутом книги та Центром культури та мистецтва у Вроцлаві.

## Автори
На сторінках «Odra» публікувалися такі автори як: Ганна Кралль, Єжи Гротовський, Чеслав Мілош, Збіґнєв Герберт, Мирон Бялошевський, Станіслав Лем, Ришард Капусцінський, Тадеуш Ружевич, Віслава Шимборська, Уршуля Козьол, Ярослав Марек Римкевич, Юліан Корнхаузер, Тимотеуш Карпович, Ян Мйодек, Едвард Бальцежан, Казімеж Мочарський, Маріанна Боцян, Войцех Дідушицький, Анджей Дравіч, Станіслав Хаціньський, Вацлав Грабковський, Александра Зьолковська-Бем, Яцек Юліуш Ядацький.
«Odra» опублікувала між іншим: Маніфести Ґротовського: На шляхах до вбогого театру, Він не був цілком собою, Свято. У січні 2000 року «Odra» також опублікувала перші вірші Віслави Шимборської після присудження їй Нобелівської премії. Поетеса, яка три роки мовчала, обрала місцем свого повернення вроцлавський часопис, з яким співпрацювала з 1980-х років, публікуючи, між іншим, «Необов'язкові читання». У номері журналу за січень 2012 року опубліковано її останній вірш під назвою: Взаємність.
«Odra» також публікувала філософські тексти таких авторів, як Славой Жижек, Ріхард Шустерман, Річард Рорті, Роджер Скрутон і Шанталь Муфф.

## Головні редактори
- Тадеуш Лютогневський (1961—1967)[7]
- Клеменс Кшижагорський (1967—1972)
- Збігнєв Кубіковський (1972—1976)
- Вальдемар Котович (1976—1981)
- Ігнацій Руткевич (1982—1992)
- Мечислав Орський (з 1992).

## Премія«Odra»
Премія «Odra» присуджується з 1961 року. Лауреатами премії з того часу стали: Ян Рейтер (1961), Кароль Йонка та Альфред Конєчний (1962), Зигмунт Дульчевський та Анджей Квілецький (1963), Збігнєв Зєльонка (1964), Генрік Ворцелл (1965), Вільгельм Шевчик (1966), Здзіслав Хєровський (1967), Тадеуш Міколаєк (1968), Маріан Яхімович (1969), Тадеуш Ружевич (1970), Едвард Бальцежан (1971), Ян Стшелецький (1972), Корнель Філіпович (1973), Євгеніуш Гепперт і Мечислав Климович (1975), Мечислав Яструн (1976), Владислав Терлецький (1977), Ян Щепанський (1978), Станіслав Лем (1979), Дискусійний клуб «Досвід і майбутнє» та Ян Юзеф Щепанський (1980), Віслава Шимборська (1986), Анджей Фрішке (1994), Анджей Сосновський (1997), Тимотеуш Карпович (1999), Чеслав Мілош (2000), Карл Дедеціус (2001), Ян Міодек (2003), Ольга Токарчук (2007), Яніна Кац (2008), Єжи Помяновський (2010), Зигмунт Бауман (2012), Єжи Пільх (2013), Юзеф Хен (2014), Малгожата Шейнерт (2015), Марцин Сендецький (2016), Клементина Суханова (2017), Казімеж Орлось (2018), Томаш Лубєнський (2019), Зіта Рудзька (2020), Єва Ліпська, Ришард Капусцінський, Магдалена Гроховська, Веслав Мисливський, Грегор Тум.
«Odra» також презентує, обговорює та осмислює у своїх критичних розділах новітні польські та закордонні літературні твори, пропагує творчість молодих письменників і художників (від деякого часу в додатку «8 аркуш Одри»). Журнал має культурно-інформаційну рубрику, яка містить інформацію про мистецькі заходи, зокрема: фестивалі та літературні конкурси в різних частинах Польщі та за кордоном.
У 2011 році щомісячник відзначив своє 50-річчя.